# Nikolaj Šatov
Nikolaj Ivanovič Šatov (in russo  Николай Иванович Шатов?; Barysaŭ, 3 febbraio 1909 – Mosca, 7 marzo 1992) è stato un sollevatore sovietico di origine bielorussa, due volte campione europeo, che gareggiò nei pesi leggeri e pesi medi.

## Carriera
Fu nove volte campione sovietico nei pesi leggeri dal 1933 al 1940 e nel 1944, e per tre volte nei pesi medi dal 1945 al 1947. Nel 1932, 1948 e 1949 si piazzò al terzo posto. Tra il 1936 e il 1940 stabilì otto record del mondo non ufficiali nello strappo e nel totale.
Ai campionati mondiali ed europei di Parigi del 1946 si piazzò rispettivamente al quarto e al primo posto, vincendo il titolo europeo, bissandolo l'anno seguente ad Helsinki.
Dopo il ritiro dall'attività agonistica fu l'allenatore della squadra sovietica ai Giochi olimpici di Helsinki nel 1952 e a quelli di Melbourne nel 1956. Dal 1950 al 1962 fece parte della Federazione russa di sollevamento pesi.